# Pseudolasius silvestrii
Pseudolasius silvestrii är en myrart som beskrevs av Wheeler 1927. Pseudolasius silvestrii ingår i släktet Pseudolasius och familjen myror. Inga underarter finns listade i Catalogue of Life.